# Raoul Pugno

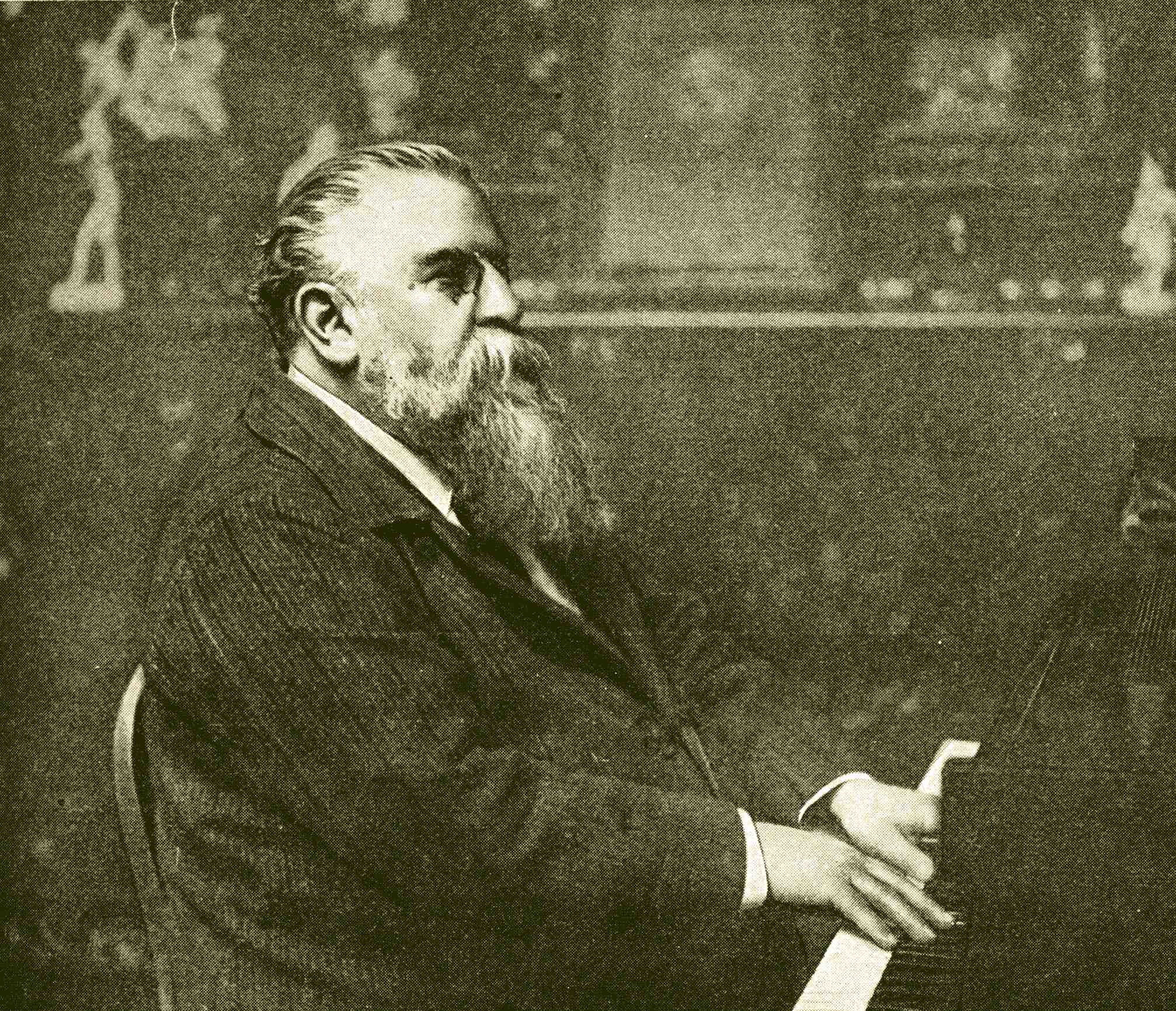
Raoul Pugno

Raoul Pugno (Montrouge, 23 de Junho de 1852 — Moscovo, 3 de Janeiro de 1914) foi um pianista e compositor francês.